# HMS New Zealand (1911)
Pour les articles homonymes, voir HMS New Zealand.
Le HMS New Zealand (« Nouvelle-Zélande ») est l'un des trois croiseurs de bataille de classe Indefatigable construits par la Royal Navy au début des années 1910. Lancé en 1911, il participe notamment à trois batailles de la Première Guerre mondiale : les batailles de Heligoland, de Dogger Bank et du Jutland.

## Conception
Le 1908 Programme prévoit la construction d'un croiseur de bataille équivalent au HMS Neptune, mais au lieu de pallier les faiblesses de la classe Invincible, les navires de la classe Indefatigable sont finalement une copie de ceux-ci. Les caractéristiques dévoilées à l'époque sont exagérées par rapport à la réalité, peut-être en partie à cause de « fuites officielles » orchestrées par l'amiral Fisher. En fait, ce n'est qu'une copie des Invincible, mais rallongée afin de permettre aux tourelles centrales P et Q de tirer sur les côtés. Le New Zealand subit néanmoins quelques retouches ; le blindage de ceinture près des tourelles A (avant) et X (arrière) est épaissi, et il dispose d'une puissance supplémentaire de 1 000 chevaux qui lui permet de passer plus facilement les 25 nœuds (46 km/h) que ses sister-ships. Ainsi, lors des essais, propulsé par 32 chaudières Babcock & Wilcox alimentant 4 turbines Parsons, le New Zealand dépasse les 26 nœuds (48 km/h) en régime normal. Pouvant emporter jusqu'à 3 340 tonnes de charbon et 870 tonnes de fioul, le navire peut parcourir 6 330 milles marins (11 700 km) à une vitesse de 10 nœuds (19 km/h).
Lors de sa sortie du chantier, le New Zealand est armé de 8 canons de 12 pouces BL Mk X répartis en 4 tourelles doubles, de 16 canons de 4 pouces BL Mk VII et de 3 tubes lance-torpilles de 450 mm. En octobre 1914, un canon antiaérien de 3 pouces QF 20 cwt et un canon de 57 mm Hotchkiss sont installés. Le tube lance-torpilles de poupe est quant à lui retiré en 1915. Après la bataille du Jutland, le blindage des barbettes est renforcé d'un pouce (25 mm), et les nouveaux équipements standards de visée sont installés, tels des projecteurs, des chronomètres et de nouveaux télémètres. En juin 1917, le New Zealand reçoit un canon de marine de 4 pouces BL Mk VII supplémentaire, monté sur un affût permettant une élévation de 60° afin d'être utilisé comme canon antiaérien ; le canon de 57 mm est quant à lui retiré. En 1918, deux rampes sont installées sur les deux tourelles centrales afin de pouvoir lancer deux avions : un Sopwith 1½ Strutter et un Sopwith Pup.

## Histoire
La construction du New Zealand débute le 20 juin 1910. Le navire est lancé le 1er juillet 1911 avant d'être armé en novembre 1912. La construction du navire est financée par le gouvernement de la Nouvelle-Zélande, et il entre en service dans les New Zealand Naval Forces de la Royal Navy, prémices de la future Royal New Zealand Navy. En février 1913, il part pour une tournée dans les dominions, et à son retour en décembre il rejoint la 1re escadre de croiseurs de bataille. Il intègre la Grand Fleet en août 1914 et participe ainsi à la bataille de Heligoland ; sa lenteur ne lui permet cependant pas de participer à l'engagement principal. Il rejoint ensuite la 2e escadre de croiseurs de bataille (en) et participe à la bataille de Dogger Bank. Il tire 147 obus de 12 pouces et réussit à immobiliser la tourelle avant du SMS Blücher ; quant à lui, il ne subit aucun dégât et devient temporairement le navire amiral de l'amiral Beatty lorsque le Lion est immobilisé.
Le New Zealand entre en collision avec son sister-ship l'Australia le 22 avril 1916, mais il est réparé à temps pour la bataille du Jutland. Malgré un obus encaissé dans sa tourelle arrière, le croiseur de bataille s'en sort sans grand dommage, tirant en tout 420 obus de 12 pouces et mettant 3 coups au but. De juin à septembre 1916, il rejoint la 1re escadre de croiseurs de bataille, avant de retourner avec la 2e escadre. En 1919 il repart pour une tournée dans les dominions, emmenant à son bord l'amiral Jellicoe. En décembre 1922, il est finalement rayé des listes à cause du traité naval de Washington avant d'être vendu pour démolition le 22 décembre.